# Chalepus sanguinicollis
Chalepus sanguinicollis är en skalbaggsart som först beskrevs av Carl von Linné 1771.  Chalepus sanguinicollis ingår i släktet Chalepus och familjen bladbaggar. Utöver nominatformen finns också underarten C. s. sanguinicollis.